# 29-та загальновійськова армія (РФ)
29-та гвардійська загальновійськова армія (29 гв. ЗА, в/ч 01390) — військове об'єднання Сухопутних військ Збройних сил Росії чисельністю в армію. Перебуває у складі Східного військового округу. Штаб армії — м. Чита, Забайкальський край.
У 2022 році частини армії брали участь у повномасштабному вторгненні РФ в Україну.

## Історія
Після розпаду СРСР у 1992 році 57-й армійський корпус, що був сформований з 29-ї загальновійськової армії за декілька років до того, увійшов до складу Збройних сил Російської Федерації. На той момент закінчувалось включення до складу корпусу військ з угруповування, що виводились з території Монголії. Це були частини 39-ї загальновійськової армії, що припинила своє існування по завершенню передислокації військ. Так 12-та мотострілецька дивізія в червні 1992 року ввійшла до складу корпусу як 5517-та база зберігання озброєння та техніки (ст. Дивізіонна, Бурятія), яка наступного року була розформована.
З 1 грудня 1998 року, в зв'язку з переформуванням Забайкальського військового округу, 57-й армійський корпус перебував у складі Сибірського ВО.
1 грудня 2001 року 6803-тя БЗОТ знову розгорнута в 245-ту дивізію.

### 29 ЗА (1 формування)
Влітку 2003 року одна дивізія зі складу 36-ї армії Сибірського військового округу була перепідпорядкована 57-му армійському корпусу, після чого на його базі й була знову сформована 29-та армія. 21 жовтня того ж року, 29-та загальновійськова армія, зі штабом в м. Улан-Уде була включена в систему бойової підготовки збройних сил. До її складу ввійшли 5-та гвардійська танкова дивізія (Кяхта), 12-та артилерійська дивізія (Шелєхов), 11-та окрема десантно-штурмова бригада та частини бойового та тилового забезпечення.
В 2006 році була спроба відродити регіональні командування, почався експеримент по створенню регіонального командування «Схід» на базі армії. З 1 березня 2006 року пункт управління армії був переформований в Управління регіонального командування «Схід». 
В 2008 році командування і штаб були скорочені. В приміщення управління регіонального командування був передислокований із Борзі штаб 36 армії.

### 29 ЗА (2 формування)
З 2010 року армія відновлена у Східному військовому окрузі зі штабов вже в Читі на базі управління регіонального командування «Схід» та управління Сибірського військового окреугу. Днем створення 29 загальновійськової армії вважається 23 серпня 2010 року. 

### Російське вторгнення в Україну (2022)
11 березня 2022 року МВС України повідомило про ліквідацію командувача 29-ї загальновійськової армії генерал-майора Андрія Колеснікова.

## Склад

### 2013
- 36-та окрема гвардійська мотострілецька Лозовська Червонопрапорна бригада, в/ч 06705 (місто Борзя);
- 200-та артилерійська бригада, в/ч 48271 (селище Горний);
- 3-тя ракетна бригада (селище Горний) (ОТРК 9К720 «Іскандер»);
- 140-ва окрема зенітна ракетна Борисовська ордена Кутузова бригада, в/ч 32390 (село Домна);
- 101-ша Хінганська бригада управління (місто Чита);
- 104-та окрема бригада МТЗ, в/ч 11387 (місто Чита);
- 19-й окремий полк РХБ захисту, в/ч 56313 (селище Гірський);
- 225-та база зберігання та ремонту озброєння й техніки (селище Ясна).

### 2003
- 245-та мотострілецька дивізія, с. Гусиноозерськ, Республіка Бурятія;
- 5-та гвардійська танкова дивізія, м. Кяхта, Республіка Бурятія;
- 11-та десантно-штурмова бригада
- 103-тя ракетна бригада,  м. Улан-Уде, Республіка Бурятія;
- 7-ма зенітна ракетна бригада
- 382-га артилерійська бригада
- 181-й окремий полк зв'язку
- 232-й окремий полк РЕБ
- 313-й понтонно-мостовий полк
- бази зберігання (6063)

## Командування
Командири
- генерал-майор Маслов Олексій Федорович (2001 — 2003)

Командувачі:
- генерал-майор Гріцков Ігор Філіпович (2005)[6]
- генерал-лейтенант Романчук Олександр Володимирович (з серпня 2010 — ТВО, 09.01.2011 — 2014)
- генерал-лейтенант Авдєєв Олексій Юрійович (липень 2014 — квітень 2017)
- генерал-майор Поплавський Євген Валентинович (квітень 2017 — листопад 2018)
- генерал-лейтенант Бердніков Роман Борисович (листопад 2018 — листопад 2021)[1]
- генерал-майор Колесников Андрій Борисович (листопад 2021 — 11.03.2022)